# 574 a.C.
Il 574 a.C. (DLXXIV a.C. in numeri romani) è un anno  del VI secolo a.C.

## Nati
- Policrate, greco antico († 522 a.C.)